# Marecos
Marecos era una freguesia portuguesa del municipio de Penafiel, distrito de Oporto.

## Historia
Fue suprimida el 28 de enero de 2013 al pasar a formar parte de la freguesia de Penafiel, en aplicación de una resolución de la Asamblea de la República portuguesa promulgada el 16 de enero de 2013.